# Maurizio Carlotti
Maurizio Carlotti (Venècia, 1953) és un empresari de la comunicació italià, establert a Espanya. Està casat i té quatre fills.

## Trajectòria professional

### Etapa italiana[calcitació]
Carlotti va donar els seus primers passos professionals en la seva localitat natal, i el 1979, amb 26 anys, es convertia en director general de la cadena local Televenezia, on continua fins a 1984. Posteriorment, es dedicaria al negoci publicitari, ocupant diversos càrrecs en importants companyies. Aquesta època coincideix amb el seu compromís polític amb el Partit Comunista Italià, amb el qual col·labora públicament i en el qual milita fins a 1990. El 1986 passa a formar part de la companyia Publitalia, del Grup Fininvest, propietat de Silvio Berlusconi, exprimer ministre d'Itàlia.

### Etapa espanyola
El juny de 1993, va ser enviat per Fininvest a Espanya per realitzar una auditoria interna a la cadena de televisió Telecinco, de la qual és accionista majoritari, i que va tenir com a resultat el qüestionament de la gestió del director Valeriu Lazarov, acuitat per la crisi d'audiència i econòmica. El 3 de desembre de 1994, Lazarov va ser destituït, i va ser rellevat precisament per Maurizio Carlotti, que es va convertir en conseller delegat i director.
Carlotti assumeix de forma personal la gestió econòmica, administrativa i financera i inicia una etapa de sanejament, amb remodelació de programes i retallada de despeses, que provoca la primera vaga en una televisió privada espanyola. Només sis mesos després del seu nomenament, els llocs de treball en Telecinco s'havien reduït en un 40%. Posteriorment, va negociar l'entrada del Grupo Correo a l'accionariat de la cadena, que es va produir el gener de 1996. L'exercici de 1995 va tancar amb beneficis, acompanyats d'una recuperació de l'audiència (20,7% de quota de pantalla el setembre de 1996). El 1997 es va declarar un benefici net de 9.004 milions de pessetes.
El juny de 1998, Carlotti va ser apartat del seu càrrec de director general, si bé va mantenir el de conseller delegat. Un mes després és nomenat conseller delegat de Mediaset, el grup més important de televisió privada d'Itàlia. El 1999 cedeix el seu lloc de conseller delegat al seu compatriota Paolo Vasile. L'any 2000, Carlotti va abandonar Telecinco, per incorporar-se al grup editorial italià De Agostini, que entra en aliança amb l'espanyola Planeta.
Quan el maig de 2003, Telefónica va vendre el 25% de les accions d'Antena 3 al Grupo Planeta, i al mateix temps José Manuel Lara Bosch va ser nomenat president de la cadena, es va designar Carlotti com a conseller delegat, en substitució d'Ernesto Sáenz de Buruaga. Carlotti va iniciar, com va fer amb Telecinco, una retallada en la plantilla que, com havia succeït deu anys abans, va provocar una vaga i la sortida de la cadena de Jesús Hermida, Olga Viza o Rosa María Mateo, entre d'altres, professionals. Carlotti també va propiciar la sortida a borsa de la cadena l'abril de 2003. Cinc anys més tard, el 23 d'abril de 2008, va ser nomenat vicepresident del Grup Antena 3.
Amb la fusió d'Antena 3 i LaSexta el 2011, va néixer Atresmedia. Després de la unió de tots dos grups de comunicació, Maurizio Carlotti va ser nomenat un dels vicepresidents d'Atresmedia.

## Premis i reconeixements
- Premi de periodisme Fernández Latorre (1998), atorgat per La Voz de Galicia[10]
- Premio Cirera d'Or (2013).[11]